# Collins Fai
Collins Ngoran Fai, född 13 augusti 1992, är en kamerunsk fotbollsspelare som spelar för saudiska Al-Tai. Han spelar även för Kameruns landslag.

## Landslagskarriär
Fai debuterade för Kameruns landslag den 16 november 2012 i en träningslandskamp mot Indonesien. I november 2022 blev han uttagen i Kameruns trupp till VM 2022.